# Baringomeer
Het Baringomeer is een meer in het Keniaanse gedeelte van de Grote Slenk gelegen in Baringo County. Het is samen met het Naivashameer het enige zoetwatermeer in de Grote Slenk van Kenia. Het meer is populair bij vogels; meer dan 470 verschillende vogelsoorten zijn er gezien. Het meer ligt in zijn eigen nationaal park, Lake Baringo National Park.
Het meer heeft geen duidelijke uitloop, er wordt verondersteld dat het water door sedimenten op de bodem van het meer in de geplooide vulkanische bedrock sijpelt.
Abayameer · Abbemeer · Abijattameer · Afrerameer · Albertmeer · Assalmeer · Awasameer · Bamendjingmeer · Bangweulumeer · Baringomeer · Basakameer · Bittermeren · Cahora Bassa · Chamomeer · Delcommunemeer · Edwardmeer · Fitrimeer · Georgemeer · Guiersmeer · Hajkmeer · Kabambameer · Kabelemeer · Kabwemeer · Karibameer · Kisalemeer · Kitshomponshimeer · Kivumeer · Kokameer · Kyogameer · Lac Rose · Langanomeer · Mai-Ndombemeer · Manantalimeer · Malawimeer · Manyekemeer · Mofwelagune · Mwerumeer · Mweru-Wantipameer · Naivashameer · Nakurumeer · Nassermeer ·   Nyosmeer · Nzilomeer · Shalameer · Tanameer · Tanganyikameer · Tele-meer · Toshkameren · Tshangalelemeer · Tsjaadmeer · Tumbameer · Turkanameer · Upembameer · Victoriameer · Voltameer · Walilupemeer · Zimbambomeer · Ziwaymeer